# TYNA
TYNA (ˈtiːna) ist eine Indie-Punk-Band aus Hamburg.
Ihre Musik wird von Synthesizer-Sounds sowie Pop- und NDW-Einflüssen geprägt. Textlich befassen sich TYNA mit Themen wie Rassismus, Sexismus, mentaler Gesundheit und persönlichen Themen.

## Geschichte
Gestartet wurde TYNA von Sängerin Tina 2013 in Hamburg zunächst in klassischer Rockband-Besetzung. Nach dem Ausstieg der ursprünglichen Bandmitglieder war TYNA einige Jahre als Solokünstlerin unterwegs, bevor sich 2022 die aktuelle Besetzung zusammenfand.
In dieser Besetzung wurde 2022 die EP Kontraste aufgenommen und in Zusammenarbeit mit Willy Ehmann über sein neu gegründetes Label „Schallauge“ veröffentlicht, inklusive einer kleinen Releasetour im Herbst des Jahres. 2023 folgten Supporttouren mit ZSK, Drei Meter Feldweg, Betontod und 100 Kilo Herz, außerdem ein ausgedehnter Festivalsommer mit Auftritten auf u. a. dem Hurricane Festival, Southside Festival und Highfield-Festival und zwischendurch noch die Aufnahmen für das Debütalbum PNK. 
2024 folgten die Veröffentlichung des Albums bei Redfield Records und die dazugehörige Headlinertour im April und Mai, ein weiterer voller Festivalsommer mit Auftritten beim Deichbrand, Open Flair und Taubertal-Festival sowie dem Gewinn des Panikpreises der Udo-Lindenberg-Stiftung.

## Diskografie
Alben
- PNK (2024; Redfield Records)

EPs
- Dynamit (2019; Kosmopolit Records)
- Immer alles selber machen (2021; Schallauge)
- Kontraste (2022; Schallauge)

Singles
- Dynamit (2019; Kosmopolit Records)
- Drahtseilakt (2020)
- Wir haben Platz (2021; Schallauge)
- Keine Angst (2021; Schallauge)
- Schubladen (2021; Schallauge)
- Immer alles selber machen (2021; Schallauge)
- Asche zu Gold (2022; Schallauge)
- Asche zu Gold (Sparversion) (2022; Schallauge)
- Zu viel für dich (2022; Schallauge)
- Anomalie (2022; Schallauge)
- FCK FRNTX (paradies europa) (2023; Redfield Records)
- HEUTE EUPHORIE (2023; Redfield Records)
- SCHEISSVEREIN (2024; Redfield Records)
- UNTERWELT (2024; Redfield Records)
- HNGR (2024; Redfield Records), mit Finna
- FLCK (2024; Redfield Records), mit Mischa
- TRTZDM LBN (2024; Redfield Records), mit Marathonmann
- SRGN (2024; Redfield Records), mit Nikra, Jack Pott und Remote Bondage

## Auszeichnungen
- Erster Preis beim Panikpreis 2024[6]